# Сеник Ірина Михайлівна
Іри́на Миха́йлівна Се́ник (8 червня 1926, Львів — 25 жовтня 2009, Борислав) — українська поетеса, дисидентка, членкиня ОУН, з 1979 — діячка Української Гельсінської групи.

## Життєпис

### Дитинство, юність
Народилася 8 червня 1926 року у Львові в родині колишнього січового стрільця Михайла Сеника та Марії Сеник.
Навчалася у народній «Рідній Школі» ім. Короля Данила, приватній дівочій гімназії Іллі та Іванни Кокорудзів (Українське педагогічне товариство).
З 1939 року — членкиня Юнацтва Організації українських націоналістів, з 1941 року стала повним членом ОУН. Працювала в крайовому відділі пропаганди, у митрополичій консисторії під керівництвом Андрея Шептицького.
У 1944 році вступила на факультет іноземних мов (англійська філологія) Львівського університету.

### Перший арешт
Після німецько-радянської війни, у 1945 році, потрапляє до тюрми на Лонцького. За звинуваченням у зв'язках з УПА засуджена у 1946 році на 10 років концтаборів у Сибіру («Озерлаг», «Ангарлаг» Іркутської області) та довічне заслання. Попри всі табірні заборони продовжувала поетичний шлях, розпочатий ще у 9-річному віці, — писала потайки на клаптиках паперу. Рятувалась від табірної атмосфери вишиванням на шматочках полотна мініатюр на релігійну тематику: українські церкви, знамена, іконки, цитати пророків. Вийшла з табору у 1956 році з 2-ю групою інвалідності.
І знову неволя — заслання в сибірському Анжеро-Судженську, Кемеровської області. Там заочно, з відзнакою, закінчила медсестринські курси. У 1968 році закінчився термін заслання.

### Дисидентська діяльність
Після заслання Ірина Сеник приїздить до Івано-Франківська — повернення «репресованої» до Львова було неможливим. Недовгий час працювала медсестрою з ув'язненими у туберкульозній лікарні.
Знайомиться з В'ячеславом Чорноволом, Валентином Морозом та іншими діячами руху опору проти русифікації та національної дискримінації українського народу, допомагає у поширенні самвидаву. В грудні 1969 року підписала заяву 16-х колишніх політв'язнів «Знову камерні справи?» на ім'я Голови Президії Верховної ради УРСР, яка спрямовувалась проти практики засудження в ув'язненні. Заява публікувалась в «Українському віснику» № 1 за 1970 рік, транслювалась по радіо «Свобода».

### Другий арешт
Черговий арешт відбувся у 1972 році. Вирок суду — 6 років ув'язнення та 5 років заслання. Ув'язнення відбувала разом з Катериною Зарицькою, Іриною Калинець, Ніною Строкатою-Караванською, Надією Світличною, Оксаною Попович, Стефанією Шабатурою в одному з таборів «Дублагу» (ЖХ-385/3 в с. Барашево Теньгушовського району, Мордовія).
У 1978 році етапована на п'ятирічне заслання. Після місячного етапу доставлена до м. Уштобе Талди-Курганської області, Казахстан. Будучи у засланні, у 1979 році стала членом Української Гельсінської групи. У тому ж році члени УГГ Оксана Мешко, Ніна Строката та Ірина Сеник оприлюднили документ «Ляментація» — про фабрикування кримінальних справ проти дисидентів, про численні факти «ескалації державного терору і наклепів проти учасників правозахисного руху в Україні». Звільнилась у 1983 році з забороною працювати за фахом.

### Після звільнення

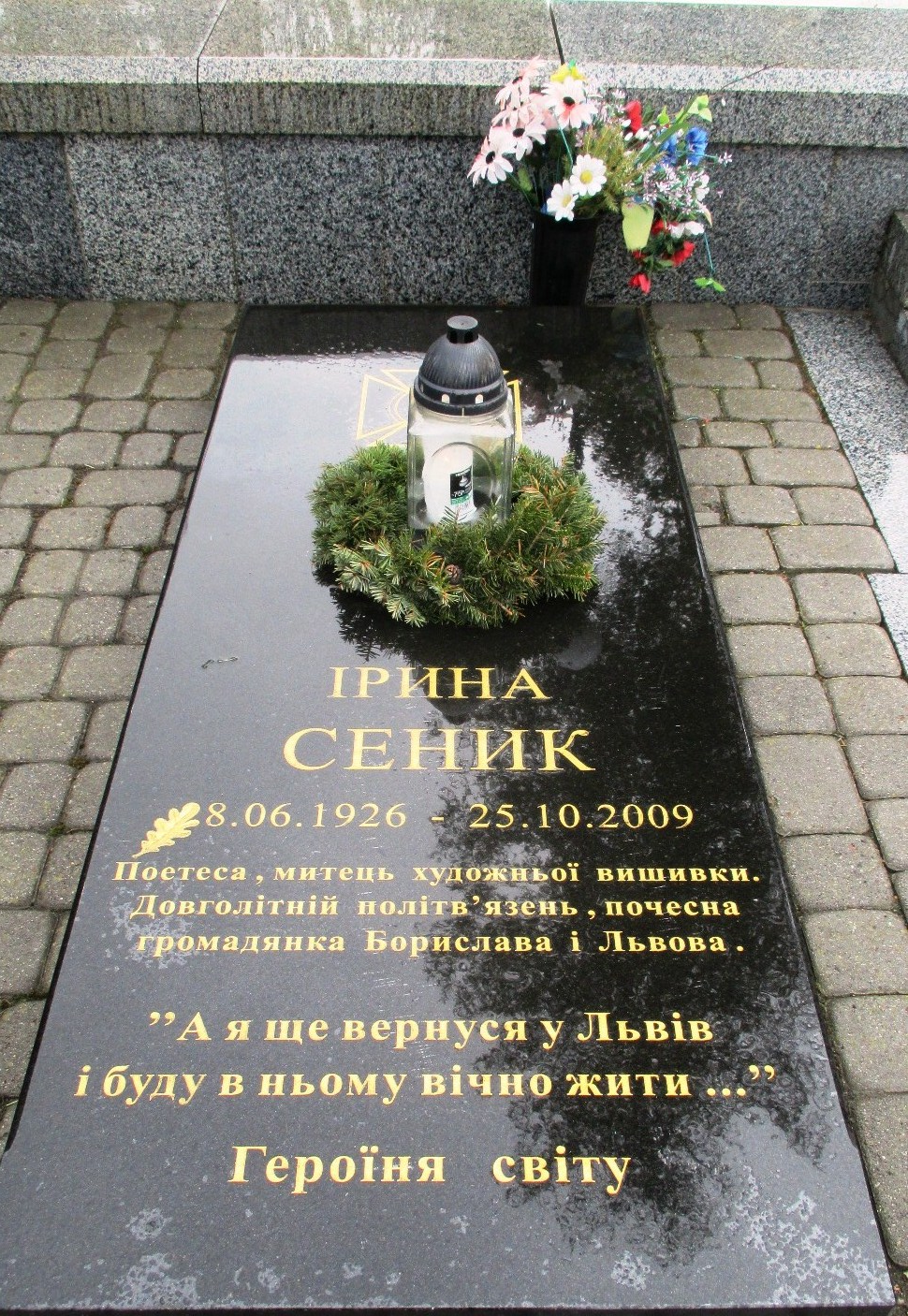
Надгробок Ірини Сеник на полі почесних поховань Личаківського цвинтару у Львові

Після звільнення повернулась в Україну та поселилася в Бориславі. У 1983 році одружилась з колишнім політичним в'язнем Василем Дейком.
У 1990 році брала участь у створенні націоналістичної партії «Державна самостійність України».
У 1991 році повністю реабілітована.
Була головою місцевого відділення Союзу українок, членкинею ВЛУЖ Всеукраїнська Ліга Українських Жінок, головою Бориславської міської організації Конгресу українських націоналістів.
Останні роки життя була прикута до ліжка. Померла 25 жовтня 2009 року в 83-річному віці. Спочила 27 жовтня у відділі Дисидентів на Личаківському цвинтарі у Львові.

### Твори
- І. Калинець, І. Сеник, С. Шабатура. Нездоланний дух: Вірші. — Балтимор: Смолоскип, 1977.
- З листа І. Сеник; Лист Ірини Сеник // Українська Гельсінкська Група. 1978—1982. Документи і матеріяли. — Торонто—Балтимор: Смолоскип, 1983. — с. 629-632.
- Сувій полотна: Поезії. Видання друге. Упорядкували Наталія Даниленко та Надія Світлична. — Нью-Йорк: Спілка, 1990. — 108 с.
- Біла айстра любови. Збірка віршів, вишивок та зразків сучасного одягу. — Видання ліґи українських католицьких жінок в Канаді при церкві Св. Димитрія. Етобіко, Онтаріо, 1992. — 160 с.
- Заґратована юність: Поезії. — Дрогобич: Відродження, 1996. — 62 с.
- Книжечка бабусі Ірини для чемної дитини. — Дрогобич, 1996.
- В нас одна Україна!: Поезії. — Дрогобич: ВФ «Відродження», 1999. — 148 с.
- Метелики спогадів. Спогади і взори до вишивання / Передм. Горнула І. (Укр., англ. мовами. Переклад англ. мовою Віра Маланчій). — Львів: Видавництво «Мс», 2003. — 288 с., іл.

### Публіцистика, спогади.
- Сеник І. «А життя – мов, сувій полотна»: поезії /І. Сеник //Нафтовик Борислава . – 2009. – 16 груд.
- Сеник І. Анна – Галя Горбач – талановитий науковець /І. Сеник //Літопис Голготи України. Т.4: Славні дочки України /гол. ред. серії В. Цветков . – Львів: СПОЛОМ, 1999. – С. 944-946.
- Сеник І. Ах, ці спогади! /І. Сеник//Нескорена Берегиня. – Львів: Піраміда, 2002. – С. 73-76.
- Сеник І. Біла айстра любови на сувої полотна… /І. Сеник // Бориславський ізмарагд. – Дрогобич: Відродження; Борислав: Нафтовик Борислава . – 2002 . – С. 27-28.
- Сеник І. Біль//Альманах. – Львів: Меморіал, 1990. – С. 83-86.
- Сеник І. Василь Стус – птах піднебесний/І. Сеник.– Нафтовик Борислава . – 2000. – 26 верес.
- Сеник І. Вбивство Степана Бандери/І. Сеник. – Нафтовик Борислава. – 1997. – 17 жовт.
- Сеник І. Вбивство Степана Бандери: юдина зрада Сташинського/І. Сеник.– Нафтовик Борислава. – 2001. – 12 жовт.
- Сеник І. Вертеп/І. Сеник//Нафтовик Борислава.–1997. – 4 січня.
- Сеник І. Вечір – портрет нашої краянки/І. Сеник//Нафтовик Борислава. – 1997. – 4 січня .- (А. Закидальської).
- Сеник І. Відома мисткиня/І. Сеник//Літопис Голготи України. Т.4: Славні дочки України / гол. ред. серії В. Цветков . – Львів: СПОЛОМ, 1999.- С. 972-973 . – (Про Зою Лісовську – Нижанківську).
- Сеник І. Вклонімося нашим матерям/І. Сеник// Нафтовик Борислава . – 1996. – 11 трав.
- Сеник І. Героїні повстанського руху: славетні жінки України /І. Сеник // Нафтовик Борислава. – 1995. – 14 жовт.
- Сеник І. Дух його і нині з нами: про І. Франка /І. Сеник //Нафтовик Борислава . – 1996. – 28 серп.
- Сеник І. Євген Маланюк – поет – трибун/І. Сеник //Нафтовик Борислава . – 2000. – 11 лют.
- Сеник І. Життя віддане Україні/І. Сеник//Нафтовик Борис-лава . – 1994. – 12 лист.  Сеник І. «Життя кружляє на вузькій межі…»/І. Сеник //Нафтовик Борислава . – 1992. – 25 лют.
- Сеник І. Кличний дзвін України/І. Сеник//Нафтовик Борислава . – 1998. – 21 серп.
- Сеник І. Кому повім печаль мою/ І. Сеник//Літопис Голготи України . – Львів, 1993. – Т.1. – С. 220-231.
- Сеник І. Крути /І. Сеник//Нафтовик Борислава. – 1998. – 28 січн.
- Сеник І. Львівські вежі: вірші з-за грат /І. Сеник//Нафтовик Борислава . – 1991. – 29 черв.
- Сеник І. Микола Фриз – Вернигора /І. Сеник//Нафтовик Борислава . – 2001. – 19 жовт.
- Сеник І. Ми руйнували імперію. Українській Гельсінській групі – 25 років /І. Сеник //Нафтовик Борислава . – 2001. – 16 листоп.
- Сеник І. «Моє досьє, велике, як майбутнє»: пам’яті Василя Стуса /І. Сеник // Нафтовик Борислава . – 1995. – 24 жовт.
- Сеник І. Наталя Даниленко/І. Сеник//Літопис Голготи України. Т.4: Славні дочки України /гол. ред. серії В. Цветков . – Львів: СПОЛОМ, 1999. – С. 712-713.
- Сеник І. Національний герой Роман Шухевич – генерал Чупринка /І. Сеник //Нафтовик Борислава . – 2001. – 23 берез.
- Сеник І. Образ жінки – образ нації /І. Сеник//Нафтовик Борислава. – 1997. – 18 черв.
- Сеник І. О, думи мої неспокійні!: поезії/І. Сеник//Нафтовик Борислава . – 1996. – 8 черв.
- Сеник І. Олена Теліга – це ціла епоха/І. Сеник //Сузір’я.- Борислав, 2004. – С. 29-31.
- Сеник І. ОУН – УПА – два крила єдино – нероздільної Української Нації/І. Сеник//Нафтовик Борислава . – 1997. – 15 жовт.
- Сеник І. Пам’ятаймо, що ми Українці !/І. Сеник//Нафтовик Борислава . – 2001. – 24 серп.
- Сеник І. Пам’яті Вячеслава Чорновола/І. Сеник// Нафтовик Борислава. – 2000. – 29 берез.
- Сеник І. Пам’яті Маркіяна Шашкевича/І. Сеник//Нафтовик Борислава. – 1996. – 18 груд.
- Сеник І. Пам’яті Ярослава Стецька /І. Сеник //Нафтовик Борислава. – 1996 . – 27 січня.
- Сеник І. Писанка / І. Сеник //Нафтовик Борислава. – 2001. – 14 квіт.
- Сеник І. Письменниця і поетеса/ І. Сеник //Літопис Голготи України. Т.4: Славні дочки України / гол. ред. серії В. Цветков . – Львів: СПОЛОМ, 1999. – С.740-741.- (Про Лесю Храпливу – Щур).
- Сеник І. Поет – трибун. До 100 – річчя від дня народження Євгена Маланюка/І. Сеник //Нафтовик Борислава. – 1997. – 22 січ.
- Сеник І. Призначених днів вже чимало промчалось…: поезії /І. Сеник //Дзвін . – 1996. – № 7. – С. 81-86.
- Сеник І. Різдв’яне: вірші /І. Сеник //Нафтовик Борислава . – 1993. – 6 січ.
- Сеник І. Розгортаю життя…: поезії /І. Сеник //Літ. Україна . – 1992. – 16 квіт.
- Сеник І. Роздуми напередодні Дня Незалежності /І. Сеник //Нафтовик Борислава . – 2000. – 23 серп.
- Сеник І. Слово про рідний край: поезії //Бориславський ізмарагд.– Дрогобич: Відродження; Борислав: Нафтовик Борислава . – 2002. – С. 29-32.  Сеник І. Слово про рідний край: поезії/І. Сеник //Нафтовик Борислава . – 2006. – 9 черв.
- Сеник І. Станьмо під прапором «Просвіти»/І. Сеник //Нафтовик Борислава . – 1993. – 23 листоп.
- Сеник І. Туга за втраченим: поезії/І. Сеник //Нафтовик Борислава. – 1990 . – 1 трав.
- Сеник І. Українські жінки – Берегині Держави. Міжнародна практична конференція /І. Сеник//Нафтовик Борис-лава . – 2000 . – 22 верес.
- Сеник І. Ясновидиця (Олена Блаватська)/І. Сеник//Сузір’я . – Борислав, 2004. – С. 13-14.

## Нагороди, звання
- Орден «За мужність» I ст. (8 листопада 2006)[1] — за громадянську мужність, самовідданість у боротьбі за утвердження ідеалів свободи і демократії та з нагоди 30-ї річниці створення Української Громадської Групи сприяння виконанню Гельсінкських угод
- Орден княгині Ольги III ст. (26 листопада 2005)[2] — за вагомий особистий внесок у національне та державне відродження України, самовідданість у боротьбі за утвердження ідеалів свободи і незалежності, активну громадську діяльність
- Заслужений майстер народної творчості України
- Почесна громадянка Борислава і Львова (2003)[3].

## Вшанування пам'яті
У містах Бориславі (з 26.08.2016 р.) та Новому Бузі існують вулиці імені Ірини Сеник, а у м. Первомайську — провулок її імені.